# Гибралтар на Европском првенству у атлетици на отвореном 2002.
Гибралтар је учествовао на 19. Европском првенству на отвореном 2002. одржаном у Минхену, Немачка, од 6. до 11. августа. Ово је било осмо Европско првенство на отвореном на којем је Гибралтар учествовао. Репрезентацију Гибралтара представљао је један такмичар који се такмичио у траци на 800 метара.
На овом првенству представник Гибралтара није освојио ниједну медаљу али је оборио лични рекорд.

## Учесници
Мушкарци:
- Доминик Керол — 800 м

## Резултати

### Мушкарци
| Атлетичар     | Дисциплина | Лични рекорд | Квалификације | Квалификације | Полуфинале           | Полуфинале           | Финале               | Финале  | Детаљи |
| Атлетичар     | Дисциплина | Лични рекорд | Резултат      | Место         | Резултат             | Место                | Резултат             | Место   | Детаљи |
| ------------- | ---------- | ------------ | ------------- | ------------- | -------------------- | -------------------- | -------------------- | ------- | ------ |
| Доминик Керол | 800 м      |              | 1:58,22 ЛР    | 8. у гр. 1    | Није се квалификовао | Није се квалификовао | Није се квалификовао | 33 / 33 |        |